# Połęcko (Słubice)
Pour les articles homonymes, voir Połęcko.
Połęcko (prononciation : [pɔˈwɛnt͡skɔ]) est un village polonais de la gmina de Ośno Lubuskie dans le powiat de Słubice de la voïvodie de Lubusz dans l'ouest de la Pologne.
Il se situe à environ 5 kilomètres au sud d'Ośno Lubuskie (siège de la gmina), 24 kilomètres à l'est de Słubice (siège du powiat), 68 kilomètres au nord-ouest de Zielona Góra (siège de la diétine régionale) et 43 kilomètres au sud-ouest de Gorzów Wielkopolski (capitale de la voïvodie).
Le village comptait une population de 268 habitants en 2021.

## Histoire
Au cours du deuxième partage de la Pologne en 1793, le village est annexé par le Royaume de Prusse sous le nom de Polenzig. (voir Évolution territoriale de la Pologne)
Après la Seconde Guerre mondiale, avec la mise en œuvre de la ligne Oder-Neisse, le village retourne à la République populaire de Pologne. La population d'origine allemande est expulsée et remplacée par des polonais.
De 1975 à 1998, le village appartenait administrativement à la voïvodie de Gorzów.
Depuis 1999, il appartient administrativement à la voïvodie de Lubusz